# コズモギャング・ザ・パズル
『コズモギャング・ザ・パズル』 (Cosmo Gang: The Puzzle) は、1992年11月26日にナムコから発売された業務用ビデオゲーム。コンテナとギャングを別々の手段で消していく落ち物パズルゲームである。
上から落下してくるコズモにボールを当てるかブロックを横一列に並べると画面から消去される仕組みになっており、ゲーム開始時に難易度選択が可能となっている。同社の『コズモギャング・ザ・ビデオ』（1992年）に引き続き、エレメカ『コズモギャングス』（1990年）のキャラクターが登場する。
開発も『コズモギャング・ザ・ビデオ』を手掛けたスタッフが引き続き制作に関わっており、ディレクターは見城こうじ、音楽は荒川美恵が担当している。
家庭用はスーパーファミコンや携帯電話ゲームとして移植されたほか、キャラクターを差し替えられたアレンジ版（後述）がリリースされている。

## ゲーム内容

### システム
フィールドは6列×13段。L字型のユニットが画面上部中央から降ってくる。ユニットにはブロック、コズモ、ボールが含まれる。ユニットが接地後、列ごとに落下する。ボールには左右いずれか一方を向いた矢印が付いており、落下後矢印方向に移動を開始し、コズモを倒す（弾き飛ばす）。コズモを倒すと真上に積み上がっていたコズモおよびブロックが落下する。ブロックを横一列揃えると消すことができる。ボールはレベルに応じて一定間隔で登場する。
ボールにより一定数以上のコズモを一度に倒したときにボーナス点が入り、その際フィールドからコズモを一掃すればさらにボーナス点、加えてブロックもすべて消したとき（全消し）には更なるボーナス点が入る。
コズモを一定数倒すとゲージが溜まり、ボールの含まれるユニットの代わりにスターが降ってくる。これを使用すると、落とした場所から7段の間にあるコズモを倒す（消去）。ゲージはリセットされる（消去したコズモの分は溜まる）。スターをフィールドの最下段に落とすか、特定の操作によりキャンセルすることができる。このときボーナス点が入る。なおスターを利用して「全消し」するとボーナス点が入る。
コズモおよびブロックが上まで積みあがるとゲームオーバーである。
背景には宇宙の各天体が登場する。木星、土星、オリオン大星雲など。

### 1人用
ゲームの難易度はEASY（LEVEL 0スタート）、NORMAL（LEVEL 10スタート）、HARD（LEVEL 40スタート）、EXPERT（LEVEL 100スタート）の4段階がある。EASYでは最初の数レベルの間、ボールが倒すことのできるコズモを教えてもらえる。またボールは単独で降ってくる。
EASYでは最初のピンチの時に強制的にスターが降り、以降は降らない。
EXPERTではLEVEL 111以降で「全消し」すると、最初の1回に限り100万点のボーナス点に加え（以降は10万点）、フィールド背景にクレジット（スタッフ一覧）がしばらく表示される（アーケード版のみ）。この際、「やったぞ～」というボイスが出る。

### 2人用
原則として1人用と同じだが、ボールにより一定数以上のコズモ（2P側ではピーポーパーポー隊）を倒すと、相手にコズモ（ピーポーパーポー隊）を降らせることができる。先に相手をゲームオーバーに追い込めば勝ち。

### その他
アーケード版では、ハイスコア入力画面において、同じ文字のみ（例:AAAAAA）を入力すると、その代わりにナムコの（発売当時時点で）過去のゲームのタイトル（またはその略称）がランダムで入力されたことにされた。タイトルは下記の通り。
8 HOURS, ADV OF W, ASLTPLUS, ASSAULT, BABEL, BAKUTOTS, BARADUKE, BERABOW, B.FORCE, BLASTOFF, BLAZER, BOMB BEE, BSCNIAN, BTL.CITY, BTROUBLE, CGPUZZLE, CG.VIDEO, CUTIE Q, D.BUSTER, D.E.LINK, D.EYES, DIGDUG, DIGDUG 2, DIRTFOX, DNGRSEED, D.SABER, D.SPIRIT, EXVANIA, F/A, FACE OFF, FINALLAP, FNL.LAP2, FNL.LAP3, FOURTRAX, FSTADIUM, FST.HOUR, F.TENNIS, GAL.3, GALAGA, GALAGA88, GALAXIAN, GAPLUS, GEE BEE, GEKITOU, GENPEI.T, GROBDA, GY!GHOST, HP.MAPPY, KAITEI.T, KING&BAL, KYUKAI.D, LGD OF W, LIBBLE.R, L.RABBLE, MAPPY, MARVEL.L, MCN.MAZE, MOTOS, MR.NINJA, MTL.HAWK, MTRCROSS, NAVALON, NEW RLYX, ORDYNE, PACLAND, PACMAN, PACMANIA, PAC&PAL, P.DAIMYO, PHANTOMS, PHELIOS, PHOZON, POLE P.2, POLE POS, PUCKMAN, QSTR S.E, QUESTER, QUEST KI, QUIZ MAQ, RALLY-X, R.ISHTAR, ROMPERS, R.THNDR2, RTHUNDER, SCHINESE, SIMDRIVE, SKYKID, SKYKIDDX, S.LUSTER, SOLVALOU, S.O.S., SOUKOBAN, S.PACMAN, SPLATTER, ST.BLADE, STEELGN2, STEELGUN, S.W.S.92, S.W.STDM, SXEVIOUS, T.CEPTOR, TCEPTOR2, T.DRUAGA, TNK BTLN, TNKFORCE, TOYPOP, WARPWARP, WD.COURT, WNG.RUN, WONDERMM, WRLDSTDM, W.RUN 91, W.STDM89, W.STDM90, W.SUZUKA, XEVIGAMP, XEVIOUS, YOUKAI.D

## 移植版
| No. | タイトル                             | 発売日        | 対応機種                      | 開発元   | 発売元     | メディア                                        | 型式    | 備考                            | Ref.                        |
| --- | ------------------------------------ | ------------- | ----------------------------- | -------- | ---------- | ----------------------------------------------- | ------- | ------------------------------- | --------------------------- |
| 1   | コズモギャング・ザ・パズル           | 1993年2月26日 | スーパーファミコン            | ナムコ   | ナムコ     | 4メガビットロムカセット                         | SHVC-CI |                                 |                             |
| 2   | コズモギャング・ザ・パズル           | 2005年9月21日 | iアプリ                       | ナムコ   | ナムコ     | ダウンロード （ナムコiランド）                  | -       | アーケード版の移植              | [ 5 ]                       |
| 3   | コズモギャング・ザ・パズル           | 2007年3月1日  | Yahoo!ケータイ （S!アプリ）   | バンナム | バンナム   | ダウンロード （ナムコ・ゲームス）               | -       | アーケード版の移植              | [ 6 ] [ 7 ]                 |
| 4   | コズモギャング・ザ・パズル           | 2008年2月12日 | Wii                           | バンナム | バンナム   | ダウンロード （バーチャルコンソール）           | -       | スーパーファミコン版の移植      | [ 8 ]                       |
| 5   | コズモギャング・ザ・パズル           | 2009年4月7日  | Wii                           | バンナム | バンナム   | ダウンロード （バーチャルコンソールアーケード） | -       | アーケード版の移植              | [ 9 ] [ 10 ]                |
| 6   | コズモギャング・ザ・パズル           | 2015年4月28日 | Wii U                         | バンナム | バンナム   | ダウンロード （バーチャルコンソール）           | -       | スーパーファミコン版の移植      | [ 11 ]                      |
| 7   | コズモギャング・ザ・パズル           | 2024年1月11日 | PlayStation 4 Nintendo Switch | バンナム | ハムスター | ダウンロード （アーケードアーカイブス）         | -       | アーケード版の移植 海外版も収録 | [ 12 ] [ 13 ] [ 14 ] [ 15 ] |
| 8   | スーパーファミコン Nintendo Classics | 2024年9月18日 | Nintendo Switch               | 任天堂   | 任天堂     | ダウンロード                                    | -       | スーパーファミコン版の移植      | [ 16 ] [ 17 ] [ 18 ]        |

## スタッフ
スーパーファミコン版
- プロデューサー：SUNADORINEKOSAN
- 企画：OCEAN
- ディレクター：TAI、AUSSIE.GO
- プログラマー：MUKAMUKA、YOK-SAMA
- キャラクター・デザイナー：MIEDA
- ビジュアル・デザイナー：I.M.HARL、SHALONG
- サウンド・デザイナー：SAYA-SAYA（柴野浩美）
- アシスタント・デザイナー：MASABOU、DARNA、KAGURA
- スペシャル・サンクス：HIDEBO（佐々木英隆）、NAKA-P（中村隆徳）、DEN-DEN、KEN-KEN、KOJIMAN!（中川浩二）、GREAT-AOKIN

## 評価
アーケード版
ゲーム誌『ゲーメスト』の企画「第7回ゲーメスト大賞」（1993年度）において、年間ヒットゲーム16位を獲得した。
スーパーファミコン版
ゲーム誌『ファミコン通信』の「クロスレビュー」では、7・8・6・8の合計29点（満40点）、『ファミリーコンピュータMagazine』の読者投票による「ゲーム通信簿」での評価は以下の通りとなっており、21.63点（満30点）となっている。この得点はスーパーファミコン全ソフトの中で92位（323本中、1993年時点）となっている。
| 項目 | キャラクタ | 音楽 | 操作性 | 熱中度 | お買得度 | オリジナリティ | 総合  |
| 得点 | 4.10       | 3.44 | 3.60   | 3.66   | 3.32     | 3.51           | 21.63 |

ゲーム誌『Theスーパーファミコン』の「ザ・テストプレイ」では総合評価72点（100点満点）。レビュアーは「1人プレイと対戦では結構違って脳を刺激する」「コズモを消すにはボールの動きを正確に把握しなければならないのは適度に戦略性があってたまらない」「偶然よりパターンが決まったときの方が爽快でそれを編み出したり完成させる楽しさがある」「容量が少なくグラフィックは弱くて残念だがあまり気になるものではない」「キャラクターやコズモの声が可愛い」「ゲーム自体はオリジナルと変わらないのでお金のかかるAC版よりそれを家で遊べるのはオススメだ」とした。

## 関連作品

### アレンジ版
パックアタック (Pac-Attack)
コズモギャング・ザ・パズルの内容をパックマンのキャラクターに差し替えられた海外コンシューマーオリジナルバージョン。非常に人気が高いため、数多くの機種に移植された。
コズモに相当するものがモンスターで、1P側が赤で、2P側が青である。ボールに相当するものがパックマンで、コンテナに相当するものがパックマン仕様のブロック、スターに相当するものがパックランドに登場する妖精（フェアリー）となっている。
1993年10月にSNESとSEGA Genesisのクロスプラットフォームで発売されたのがオリジナルで、本作におけるSFC版のシステムが基となっているため、SFC版オリジナルモードであるパズルモードが標準化され、3文字の平仮名で表現されたパスワードが日本版も含めてラテン文字に変更されたうえで全ての移植ハードに必ず入っている。海外のバーチャルコンソールはアーケード版が日本・海外双方で配信されているのに対してコズモギャング・ザ・パズルにおけるSFC版の代替作品としてパックアタックにおけるSNES版のみがWiiとWii Uで配信されていた。
そのため、原作が海外版も存在するのに対し、SFC版そのものを日本のみで発売させ、ナムコの北米法人においての当時の社名であるナムコ・ホームテック（現：Bandai Namco Entertainment America）におけるアメリカ人幹部の意向でパックマンシリーズとして発売されることとなり、売り上げやゲーム問屋からの信頼度を重視した上での差し替えとなった。
フェアリーの仕様が原作と異なり、落とした場所から7段の間にあるブロックとモンスターの消去となっている。
日本ではソフト単体に限れば1994年12月9日にゲームボーイ版を『Pac Panic』（パックパニック）に改名して発売されたほか、2010年10月にはiPhone / iPod touch版が発売された。
1998年発売の『ナムコアンソロジー2』（PlayStation）、2002年発売の『パックマンコレクション』（ゲームボーイアドバンス）、『パックマンワールド2』（PlayStation 2）、2014年配信の『パックマンミュージアム』（PlayStation 3/Xbox 360）、2022年配信の『PAC-MAN MUSEUM+』にも収録された。
ころがしパズル塊魂
2009年3月25日にダウンロード販売開始されたニンテンドーDSiウェア。塊魂のキャラクターに差し替えたほか、ユニットの形（1マスまたは2マスで構成されたユニットもある）や操作方法等が変えられている。原作の主要開発者である見城こうじ（株式会社ノイズ）が自ら開発を担当していた。